# Tempo (Duitsland)
Tempo is een historisch merk van motorfietsen.
Tempo was een Duits merk (1924-1927) dat 197cc-eencilinder tweetakten en 297cc-zijkleppers maakte, zij het in beperkte aantallen.
- Er was nog een merk met de naam Tempo, zie Tempo (Sandnes).